# Ochrochernes
Ochrochernes es un género de arácnido  del orden Pseudoscorpionida de la familia Chernetidae.

## Especies
Las especies de este género son:
- Ochrochernes asiaticus
- Ochrochernes galatheae
- Ochrochernes granulatus
- Ochrochernes indicus
- Ochrochernes modestus
- Ochrochernes tenggerianus